# Защитниците (сериал)
„Защитниците“ (на английски: Defenders) е американски сериал, създаден от Дъг Петри & Марк Рамирез.
Базиран е на Защитниците, публикуван от Марвел Комикс. Първият сезон на сериала съдържа 8 епизода и ще излиза в Netflix на 18 август 2017 г. Сериалът е част от Киновселената на Марвел.

## Резюме
Сериалът проследява Деърдевил, Джесика Джоунс, Люк Кейдж и Железния Юмрук - квартет от супергерои с общата цел да спасят Ню йорк. Натоварен с техните лични предизвикателства, те ще трябва да осъзнаят, че заедно са по-силни. Когато престъпната организация - Ръката, заплашва техния град, тези герои се превръщат в защитници.

## Главни герои
- Чарли Кокс – Мат Мърдок / Деърдевил
- Кристен Ритър – Джесика Джоунс
- Майк Колтър – Карл Лукас / Люк Кейдж
- Фин Джоунс – Дани Ранд / Железният Юмрук
- Елоди Юнг – Електра Начиос
- Сигорни Уийвър – Александра Рийд
- Росарио Доусън – Клеър Темпъл
- Елдън Хенсън – Фоги Нелсън
- Дебора Ан Уол – Карън Пейдж
- Рейчъл Тейлър – Триш „Патси“ Уокър
- Ика Дарвил – Малкълм Дюкейс
- Симон Мисик – Мерседес „Мисти“ Найт
- Джесика Хенуик – Колийн Уинг
- Рамон Родригес – Бакудо
- Скот Глен – Стик

## Епизоди
| № | # | Заглавие                                 | Режисура              | Сценарий                                        | Първо излъчване   | Първо излъчване   | Рейтинг (в милиони) |
| - | - | ---------------------------------------- | --------------------- | ----------------------------------------------- | ----------------- | ----------------- | ------------------- |
| 1 | 1 | Думата с „Г“ ("The H Word")              | Си Джей Кларксън      | Дъглас Петри & Марко Рамирез                    | 18 август 2017 г. | 18 август 2017 г. | Излъчен онлайн      |
|   |   |                                          |                       |                                                 |                   |                   |                     |
| 2 | 2 | Дясната лоша кука ("Mean Right Hook")    | Си Джей Кларксън      | Лорен Шмид Хисрич & Марко Рамирез               | 18 август 2017 г. | 18 август 2017 г. | Излъчен онлайн      |
|   |   |                                          |                       |                                                 |                   |                   |                     |
| 3 | 3 | Най-лошото поведение ("Worst Behavior")  | Питър Хоар            | Лорен Шмид Хисрич & Дъглас Петри                | 18 август 2017 г. | 18 август 2017 г. | Излъчен онлайн      |
|   |   |                                          |                       |                                                 |                   |                   |                     |
| 4 | 4 | Кралски дракон ("Royal Dragon")          | Фил Ейбрахам          | Дъглас Петри & Марко Рамирез                    | 18 август 2017 г. | 18 август 2017 г. | Излъчен онлайн      |
|   |   |                                          |                       |                                                 |                   |                   |                     |
| 5 | 5 | Подслони се ("Take Shelter")             | Юта Брийсиуиц         | Лорен Шмид Хисрич, Дъглас Петри & Марко Рамирез | 18 август 2017 г. | 18 август 2017 г. | Излъчен онлайн      |
|   |   |                                          |                       |                                                 |                   |                   |                     |
| 6 | 6 | Пепели, пепели ("Ashes, Ashes")          | Стивън Сурджик        | Дрю Годард & Марко Рамирез                      | 18 август 2017 г. | 18 август 2017 г. | Излъчен онлайн      |
|   |   |                                          |                       |                                                 |                   |                   |                     |
| 7 | 7 | Риба в затвора ("Fish in the Jailhouse") | Феликс Енрикез Алкала | Лорен Шмид Хисрич & Марко Рамирез               | 18 август 2017 г. | 18 август 2017 г. | Излъчен онлайн      |
|   |   |                                          |                       |                                                 |                   |                   |                     |
| 8 | 8 | Защитниците ("The Defenders")            | Фарън Блекбърн        | Лорен Шмид Хисрич & Марко Рамирез               | 18 август 2017 г. | 18 август 2017 г. | Излъчен онлайн      |
|   |   |                                          |                       |                                                 |                   |                   |                     |